# Thionia ustulipunctata
Thionia ustulipunctata är en insektsart som först beskrevs av Philip Reese Uhler 1876.  Thionia ustulipunctata ingår i släktet Thionia och familjen sköldstritar. Inga underarter finns listade i Catalogue of Life.